# Edson Borracha
Edson Borracha, właśc. Edson Luis de Carvalho (ur. 21 października 1941 w Tarumirim) – piłkarz brazylijski, występujący na pozycji bramkarza.

## Kariera klubowa
Karierę piłkarską Edson Borracha rozpoczął we Fluminense FC w 1959 roku. Z Fluminense zdobył mistrzostwo stanu Rio de Janeiro – Campeonato Carioca w 1964 roku. W latach 1966–1967 występował w lokalnym rywalu Fluminense - CR Vasco da Gama. W 1972 roku występował w Nacionalu Manuas. Z Nacionalem zdobył mistrzostwo stanu Amazonas – Campeonato Amazonense. W Nacionalu 10 września 1972 w przegranym 0-1 meczu z EC Bahia zadebiutował w lidze brazylijskiej.
W 1973 roku był zawodnikiem Paysandu SC. W 1976 roku występował w Santosie FC. W 1979 roku występował w Anapolinie Anápolis. W Anapolinie 15 listopada 1979 w przegranym 0-2 Internacionalem Limeira Edson Borracha po raz ostatni raz wystąpił w lidze. Ogółem w latach 1972–1979 w lidze brazylijskiej rozegrał 35 spotkań.

## Kariera reprezentacyjna
Edson Borracha występował w olimpijskiej reprezentacji Brazylii. W 1959 roku Edson Borracha uczestniczył w Igrzyskach Panamerykańskich, na których Brazylia zajęła drugie miejsce. Na turnieju wystąpił w dwóch meczach z Meksykiem i Argentyną.